# آنجلو بولانو
آنجلو بولانو (انگلیسی: Angelo Bollano; ۶ ژوئیهٔ ۱۹۱۸ – ۱۹۷۸ (۵۹−۶۰ سال)) بازیکن فوتبال اهل ایتالیا بود.
از باشگاه‌هایی که در آن بازی کرده‌است می‌توان به باشگاه فوتبال اسپتزیا، باشگاه فوتبال فیورنتینا، باشگاه فوتبال رئال مورسیا، باشگاه فوتبال المپیک مارسی، باشگاه فوتبال سمپدوریا، و باشگاه فوتبال آ.ث. میلان اشاره کرد.